# アン・ロックハート
アン・ロックハート（Anne Lockhart、1953年9月6日 - ）は、アメリカ合衆国の女優、声優。ニューヨーク州ニューヨーク出身。

## 略歴
1953年にニューヨーク市で女優ジューン・ロックハートとその最初の夫ジョン・F・マロニーの間に生まれた第一子である（妹が1人いる）。
代表作はユニバーサルとABCネットワークが製作した大作宇宙SFテレビドラマ『宇宙空母ギャラクチカ』。シリーズ後半のヒロイン、シーバ（Sheba）役を演じた(本人の公式サイトにもシーバのコーナーが設けられている)。
このシーバ初登場のエピソードは、フィルムを再編集して、『宇宙空母ギャラクティカ サイロン・アタック』として劇場映画化もされた。
その他、日本でも人気のあったテレビドラマ『ナイトライダー』『超音速攻撃ヘリ エアーウルフ』『白バイ野郎ジョン&パンチ』など、多くにゲスト出演しているほか、『ダイ・ハード』シリーズ、『トータル・リコール』他、実写/アニメ・映画/TV問わず声優としての出演作も数多い。
祖父のジーン・ロックハートは俳優、祖母のキャスリーン・ロックハートも母のジューン・ロックハートも女優。1986年に助監督のアダム・C・テイラーと結婚して2人の子供カーリーとゼインに恵まれるが、1994年に夫が27歳で事故死して以降、2014年現在も独身である。

## 出演作品

### 映画
- Deadly Sins - レイディー・モーロウニ役、2008年（撮影完了）
- Sundown - 2007年
- スティック・イット!（英語版） - 体育コーチ/ママ役、2006年
- William Shakespeare's The Beautiful Life - 2006年
- Revamped - セレステ役、2006年
- Big Chuck, Little Chuck - ミス・コナーズ役、2004年
- Dis-Connected - ジャッキー役、2002年
- Malabar - 2001年
- Last Ride - 2001年
- Cahoots - 2001年
- Daybreak - 2000年
- A Dog's Tale - メアリー・ウェブスター役、1999年
- アベレーション2（英語版） - 1998年
- Big Bad John - 1990年
- ゴーストインフェルノ（英語版） - 1987年
- Troll - 1986年
- Serpent Warriors - 1985年
- The Oasis - アンナ役、1984年
- ハンボーン - ロバータ・ラドクリフ役、1983年
- ヤング・ウォリアーズ（英語版） - ルーシー役、1983年
- 殺人鬼 - 殺人の被害者役、1983年
- E.T. - 看護婦役、1982年
- 吹きだまりの町 - バーのホステス役、1982年
- Just Tell Me You Love Me - 1980年
- 宇宙空母ギャラクティカ サイロン・アタック - シーバ中尉役、1979年
- Fear - 1978年
- コンボイ - 配車係役、1978年
- メラニー・グリフィスのセクシー・ジョイライド（英語版） - シンディー・ヤング役、1977年
- Sunburst - ティナ役、1975年
- Fuzz - 1972年
- ジョリー・西部の試練（英語版） - ドーラ役、1972年
- T is for Tumbleweed - 1958年

### テレビドラマ
※日付はアメリカでの放映日

#### 1990年〜現在
- ハッピーデイズ 30周年記念エピソード(Happy Days 30th Anniversary Reunion) - マルシア役、2005年2月3日
- Pasadena Tournament of Roses Parade: Sons & Daughters of the Reel West - 2005年1月1日
- Pasadena Tournament of Roses Parade: Roy Rogers/Dale Evans Museum Riders - 2004年1月1日
- Ventura County Excellence in the Arts Awards - 2003年6月7日 - Host
- Pasadena Tournament of Roses Parade: Roy Rogers/Dale Evans Museum Riders - 2003年1月1日
- Moment of Peace: The Jeanette Rankin Story - 2002年
- Pasadena Tournament of Roses Parade: Roy Rogers/Dale Evans Museum Riders - 2002年1月1日
- Pasadena Tournament of Roses Parade: Roy Rogers/Dale Evans Museum Riders - 2001年1月1日
- Dr.マーク・スローンDiagnosis Murder 第145話“Frontier Dad” - 1999年11月2日
- 犯罪捜査官ネイビーファイル(JAG) 第91話“Psychic Warrior” - スコッチェル海軍少将役、1999年11月2日
- Pasadena Tournament of Roses Parade: Roy Rogers/Dale Evans Museum Riders - 1999年1月1日
- チャック・ノリス 炎のテキサス・レンジャー(Walker, Texas Ranger) “Brainchild”の回 - ドクター・リンダ・モーガン役、1997年11月15日
- Promised Land “St. Russell”の回 - ケイ・ボーグストロム役、1997年10月30日
- ドクタークイン 大西部の女医物語(Dr. Quinn, Medicine Woman) “Colleen's Paper”の回 - モーリーン役、1997年2月8日
- Dr.マーク・スローン(Diagnosis Murder) 第71話“Murder in the Family” - 1996年12月12日
- LAヒート(L.A. Heat) “Smash and Grab”の回 - マザーズ夫人役、1999年4月7日
- The Bold and the Beautiful - 1996年5月22日、1996年5月23日
- 新・燃えよ! カンフー(Kung Fu: The Legend Continues) 第70話“Prism” - 1996年2月21日
- Search and Rescue “ast, Present”の回 - 1995年7月12日
- サイモン&サイモン イン トラブル アゲインSimon & Simon: In Trouble Again - 1995年2月23日 - Telefilm
- ジェシカおばさんの事件簿(Murder, She Wrote “Fatal Paradise”の回 - ノーマ・ウィレンズ役、1994年11月13日
- Bionic Ever After? - キャロライン・マクナマラ役、1994年
- Kung Fu: The Legend Continues “Manhunt”の回 - ステイシー役、1995年2月20日
- One West Waikiki “Terminal Island”の回 - 1994年8月18日
- ドクタークイン 大西部の女医物語(Dr. Quinn, Medicine Woman) “Where the Heart Is”の回(2時間スペシャル) - モーリーン役、1993年11月20日
- タイムマシーンにお願い(Quantum Leap) “Star Light, Star Bright - May 21, 1966”の回 - エヴァ・ストッダード役、1992年10月22日
- 天才少年ドギー・ハウザー(Doogie Howser, M.D.) “Doogie's Wager”の回 - 1991年4月3日
- The New Dragnet “Bombs Bursting in Air”の回 - 1990年5月5日

#### 1983年〜1989年
- Freddy's Nightmares “Heartbreak Hotel”の回 - レイチェル・ケリー役、1989年10月15日
- ジェシカおばさんの事件簿(Murder, She Wrote) “Three Strikes, You're Out”の回 - ロズ・ブリッグズ役、1989年5月7日
- ハイウェイマン(The Highwayman) “Road Ranger”の回 - シェリー・ノース役、1988年3月4日
- The Better Homes and Gardens Show パイロット版 - 1987年
- 新エアーウルフ 復讐編(Airwolf) 第3話『対空照準レーザー砲さく裂!! 悪魔の武器密造工場を破壊せよ』(A Town for Hire) - トレイシー・ケンジントン医師役、1987年2月6日(日本では1987年12月2日)
- True Confessions - 1986年11月10日
- サイモン&サイモン(Simon and Simon)“鄭WOL”の回 - 1986年10月2日
- New Love American Style “Love and the Acting Class” - 1986年5月23日
- New Love American Style “Love and the Last Chance Caf髞”の回 - 1986年2月28日
- 超音速攻撃ヘリ エアーウルフ(Airwolf) 第48話(日本では第43話)『ジェット戦闘機ヘリ軍団の猛攻!! 大陸横断5,000kmの死闘』(Day of Jeopardy) - テス・ディクソン(主人公ストリングフェロー・ホークの元・恋人)役、1986年1月25日(日本では1987年8月12日)
- New Love American Style “Love and the Apartment”の回 - 1986年1月10日
- New Love American Style “Love and the Caterer”の回 - 1986年12月24日
- John Fox痴 Outdoors - 1986年
- Divorce Court “溺eechum vs. Meechum”の回 - 1985年11月25日
- ジェシカおばさんの事件簿(Murder, She Wrote) “展idow, Weep for Me”の回 - 1985年9月19日
- George Burns Comedy Week “滴ome for Dinner”の回 - 1985年9月19日
- マリブ・ビーチ 夏の約束(Gidget's Summer Reunion) パイロット版 - 1985年6月1日
- ER 緊急救命室(E.R. - 1985年
- サイモン&サイモン(Simon and Simon) “添es Virginia, There is a Liberace”の回 - 1984年12月20日
- 超音速攻撃ヘリ エアーウルフ(Airwolf) 第22話『砂漠の空中戦!! 失われたフィルムの謎』(Random Target) - アン・ブラネン特別派遣巡査部長役、1984年12月8日(日本では1987年3月15日)
- Washingtoon パイロット版 - 1984年10月15日
- 海よ眠れ　MIDWAY. SLEEP IN PEACE(PARTI、PARTII「愛と青春の輝き」、PARTIII)(Sleep In Peace、テレビ朝日開局25周年記念の邦ドラマ) - 1984年
- ジェシカおばさんの事件簿(Murder, She Wrote) “泥eadly Lady”の回 - 1984年10月7日
- Scene of the Crime “典he Babysitter”の回 - 1984年9月30日
- Lottery “溺inneapolis: Six Months Down”の回 - 1984年6月13日
- オートマン(Automan) “泥eath by Design”の回 - 1984年4月2日
- パトカーアダム30(T.J. Hooker “Hot Property”の回 - エレン・バトラー役、1984年2月25日
- 俺たち賞金稼ぎ!!フォール・ガイ(The Fall Guy)第54話“Inside, Outside”(日本未放映) - 1983年11月16日
- ナイトライダー(Knight Rider) シーズン2第5話(日本では1時間枠シリーズ第1話)『驚異のスーパーカーナイト2000水上爆進! 黄金像の謎を暴け!!』(Return to Cadiz) - ジェニファー・シェル役、1983年10月30日(日本では1987年1月7日)
- Playboy Comedy Shorts - 1983年
- The Paper Chase: The Second Year “Cinderella”の回 - 1983年4月22日
- サイモン&サイモン(Simon and Simon) “展hat痴 in a Gnome”の回 - 1983年2月24日

#### 1979年〜1982年
- ボイジャー!(Voyagers!) “Merry Christmas, Bogg”の回 - 1982年12月19日
- Tales of the Gold Monkey “典he Lady and the Tiger”の回 - 1982年12月8日
- 私立探偵マグナム(Magnum, P.I.) 第45話『レトロ殺人事件』(Flashback) - 1982年11月4日
- ナイトライダー(Knight Rider) シーズン1第3話(日本では第20話)『荒野の大戦争! 地獄の暴走族スコーピオンズ対ナイト2000』(Good Day at White Rock) - シェリー・ベンソン役、1982年10月8日(日本では1987年6月1日)
- 俺たち賞金稼ぎ!!フォール・ガイ(The Fall Guy) 第21話『コルト大滑走! 美女乱舞スキー場で大暴れ』(The Snow Job) - ロビン・スティブンス役、1982年3月3日(日本では1985年1月27日)
- Darkroom “摘xit Line”の回 - 1981年11月25日
- 超人ハルク(The Incredible Hulk) “The Phenom”の回 - オードリー役、1981年10月16日
- Mid-Morning KTLA - 1981年5月21日
- Lee Leonard Show - 1981年2月4日
- United Cerebral Palsy Telethon - 1981年1月18日
- Leave it to the Women - 1980年9月18日
- 私立探偵マグナム(Magnum, P.I.) 第10話『リメンバー・パールハーバー』(Lest We Forget) - 1981年2月12日
- Twilight Theatre パイロット版 - 1981年
- The Most Joyful Mystery - 1980年
- All Commercials パイロット版 - 1980年
- Hagen -滴ear No Evil? - 1980年3月29日
- キャプテン・ロジャース／25世紀の宇宙戦士 バック・ロジャース(Buck Rogers in the 25th Century) - ep. 鄭 Dream of Jennifer? - 1980年2月14日
- トラック野郎!B・J(B.J. & the Bear) 第22話“Fire in the Hole”の回 - 1980年1月12日
- Phrase It パイロット版 - 1980年1月4日
- 超人ハルク(The Incredible Hulk) “Captive Night”の回 - カレン役、1979年12月21日
- Toys for Tots Telethon - 1979年12月15日
- トラック野郎!B・J(B.J. & the Bear) 第21話“BJ's Sweethearts” - 1979年12月1日
- トラック野郎!B・J(B.J. & the Bear) 第15話“Pogo Lil”の回 - 1979年10月20日
- Cross Wits - 1979年12月
- 白バイ野郎ジョン&パンチ(CHiPs) 第52話『パンチ重傷』(Return of the Supercycle) - 1979年10月27日
- The Tonight Show - 1979年9月24日
- Make Me Laugh - 1979年8月7日
- The $1.98 Beauty Show - 1979年6月3日
- Hollywood Squares - 1979年5月
- All Star Secrets - 1979年4月9日
- Hollywood Squares - 1979年4月
- Hurricane Premiere - ホステス役、1979年4月12日
- Easter Seals Telethon - 1979年3月25日
- Beyond Reason - 1979年3月16日
- 宇宙空母ギャラクチカ(TV邦題)／宇宙空母ギャラクティカ(DVD邦題) - シーバ役(シリーズ後半レギュラー)、1978年〜1979年
- エディ・キャプラ・ミステリー(Eddie Capra Mysteries) 第8話“Breakout to Murder” - 1978年12月1日
- The Tonight Show - 1979年

#### 1958年〜1978年
- Project UFO “鉄ighting 4020: The Believe it or Not Incident”の回 - 1978年10月19日
- ハーディボーイズ＆ナンシードルー(The Hardy Boys Mysteries) 第38話“The Last Kiss of Summer Pt. 2”の回 - 1978年10月8日
- ハーディボーイズ＆ナンシードルー(The Hardy Boys Mysteries) 第37話“The Last Kiss of Summer Pt. 1”の回 - 1978年10月1日
- ポリス・ストーリー(Police Story) 『張り込み』“鄭 Chance to Live”の回 - 1978年5月28日
- エマージェンシー!(Emergency!) “典he Steel Inferno”の回(2時間スペシャル) - 1978年1月7日
- ハーディボーイズ＆ナンシードルー(The Hardy Boys Mysteries) 第20話“Mystery of the African Safari”の回 - 1977年10月16日
- Barnaby Jones “泥eath Beat”の回 - 1977年9月15日
- ハッピーデイズ(Happy Days) “典hree on a Porch”の回 - 1975年11月18日
- Three for the Road “迭ide on a Red Balloon” - 1975年10月5日
- Get Christie Love “釘ullet from the Grave”の回 - 1974年11月20日
- Sierra “典he Poachers” - 1974年9月19日
- Hallmark Hall of Fame “鏑isa, Bright and Dark”の回 - 1973年11月28日
- The Wonderful World of Disney “擢ire on Kelly Mountain”の回 - 1973年9月30日
- ザ・マジシャン(The Magician) “典he Magician”の回 - 1973年3月17日
- The Sixth Sense “Dear Joan: We're Going to Scare You to Death”の回 - ダイアナ役、1972年9月30日
- Owen Marshall, Counselor at Law “展ords of Summer”の回 - 1972年9月14日
- Honeymoon Suiteパイロット版 - 1972年7月26日
- 探偵キャノン(Cannon) “A Deadly Quiet Town”の回 - タビー役、1972年2月15日
- Death Valley Days “The Magic Locket”の回 - 浮浪児役、1965年3月17日
- 名犬ラッシー(Lassie) “The UNICEF Story”の回 - 少女役、1959年5月17日
- 名犬ラッシー(Lassie) - 少女役、1958年〜1963年

## 声の出演作品

### 映画
- チャーリー・ウィルソンズ・ウォー(Charlie Wilson's War) - 2007年
- AVP2 エイリアンズVS.プレデター(Aliens vs. Predator: Requiem) - 2007年
- ボーン・アルティメイタム(The Bourne Ultimatum) - 2007年
- ファンタスティック・フォー:銀河の危機(Fantastic Four: Rise of the Silver Surfer) - 2007年
- プラネット・テラー in グラインドハウス(Planet Terror) - 2007年
- フライトプラン(Flightplan) - 2005年
- チキン・リトル(Chicken Little) - 2005年
- エリザベスタウン(Elizabethtown) - 2005年
- レーシング・ストライプス(Racing Stripes) - 2004年
- アバウト・シュミット(About Schmidt) - 2002年
- バクテリア・ウォーズ(Osmosis Jones) - 2001年
- ROUTE(ルート) 666(Route 666) - ラジオ発信係役、2001年
- タイタニック(Titanic) - 1997年
- フィフス・エレメント(The Fifth Element) - 1997年
- ガタカ(Gattaca) - 1997年
- スターシップ・トゥルーパーズ(Starship Troopers) - 1997年
- ジャッカル(The Jackal) - 1997年
- フリー・ウィリー2(Free Willy 2: The Adventure Home) - 1995年
- ダイ・ハード3(Die Hard with a Vengeance) - 1995年
- デモリションマン(Demolition Man) - 1993年
- リーサル・ウェポン3(Lethal Weapon 3) - 1992年
- シティ・スリッカーズ(City Slickers) - 1991年
- フリージャック(Freejack) - 1991年
- ラスト・ボーイスカウト(The Last Boy Scout) - フットボール・ママ役、1991年
- 氷の微笑(Basic Instinct) - ディスコの顧客役、1991年
- Ladybugs - 1991年
- ロケッティア(The Rocketeer) - 1991年
- トータル・リコール(Total Recall) - 1990年
- バック・トゥ・ザ・フューチャー PART3(Back to the Future Part III) - 1990年
- ダイ・ハード2(Die Hard 2) - 1990年
- バック・トゥ・ザ・フューチャー PART2(Back to the Future Part II) - 1989年
- 敵、ある愛の物語(Enemies, a Love Story) - 1989年
- リトル・マーメイド(The Little Mermaid) - 1989年
- ダイ・ハード(Die Hard) - 1988年
- 飛べ、バージル/プロジェクトX(Project X) - 1987年
- チェリー2000(ビデオ邦題)／ラブアンドロイド・チェリー(TV邦題)(Cherry 2000) - 1987年

### テレビドラマ・テレビアニメ
- Raines - 2007年
- Law & Order: Trial By Jury - 2005年
- ロスト・イン・スペース(Lost in Space) パイロット版 - 2004年
- NCIS 〜ネイビー犯罪捜査班(NCIS) - 2003年〜2006年
- ザ・ホワイトハウス(The West Wing) - 2003年〜2005年
- トワイライト・ゾーン(Twilight Zone) - 2003年
- LA Dragnet - 2003年〜2004年
- Miracles - 2003年
- Eye of the Wolf - 2002年
- Little John - 2002年
- Destiny パイロット版 - 2001年
- LAW & ORDER - 2000年〜2007年
- LAW & ORDER:クリミナル・インテント - 2000年〜2007年
- LAW & ORDER:性犯罪特捜班(Law & Order: Special Victims Unit) - 2000年〜2007年
- Level 9 - 2000年〜2001年
- Love and Treason - 2000年
- Dark Targets - 2000年
- Grosse Pointe - 2000年
- The Spring - 1999年
- Road Rage - 1999年
- Brave New World - 1998年
- Four Corners - 1998年
- Not In This Town - 1997年
- Innocent Heart - 1997年
- Village of the Damned - 1996年
- Girls and Boys - 1995年
- Dr.マーク・スローン(Diagnosis Murder) - 1994年〜1999年
- Cosby Mysteries - 1994年
- Terror in the Tower - 1993年
- For Their Own Good - 1992年
- The Sands of Time - 1992年
- The Craft - 1991年
- Eight is Enough Wedding - 1991年
- Snoops - 1989年
- スパイダーマン&アメイジング・フレンズ(Spider-Man and His Amazing Friends) - ストーム役、1981年6月〜1982年9月

## 舞台出演作品
- オセロ(Othello) - エミリア役、2006年
- Buddy Shell, Metaphysical Private Investigator: Working For the Man - 2005年
- King Richard III - マーガレット女王役、2005年
- The Merry Wives of Windsor - クウィックリー女王役、2005年
- ロミオとジュリエット(Romeo and Juliet) - 看護師役、2005年
- ヘンリー5世(Henry V - フランス女王のクウィックリー女王役、2004年
- Green River Preservation Society - 2004年
- Wine, Women, & Shakespeare - 2004年
- Twelfth Night - マリア役、2003年
- Julius Caesar - カルパーニア役、2003年
- Ballad of Frenchy McCormick - 2003年
- The Soul of the West - 2002年、2004年〜2007年
- Yours Truly, Johnny Dollar - 2001年
- The Night of the Iguana - 2000年
- Legend, Lore, & Legacy of Texas - 2000年
- 宇宙戦争(War of the Worlds) - 1998年
- Love Letters - メリッサ役、1997年、1998年、1999年、2000年
- On Golden Pond - 1997年
- クリスマス・キャロル(A Christmas Carol) - クラチット夫人役、1997年、2002年〜2006年
- Buddy Shell, Metaphysical Private Investigator - 1996年
- The Afterlife of Three Valley Cheerleaders - 1990年
- P.S. Your Cat is Dead - 1986年
- A Coupla White Chicks Sittin? Around Talking - 1983年
- Butterflies Are Free - 1974年、1975年
- Forty Carats - 1973年、1974年